# Ursicino (alamano)
Ursicino (em latim: Ursicinus) foi um rei alamano ativo durante a segunda metade do século IV. Esteve entre os chefes 
alamanos que participaram na campanha de 357 que culminaria na decisiva batalha de Argentorato contra o césar Juliano. Ele firmou a paz com o Império Romano em 359.